# Eucalyptus cladocalyx

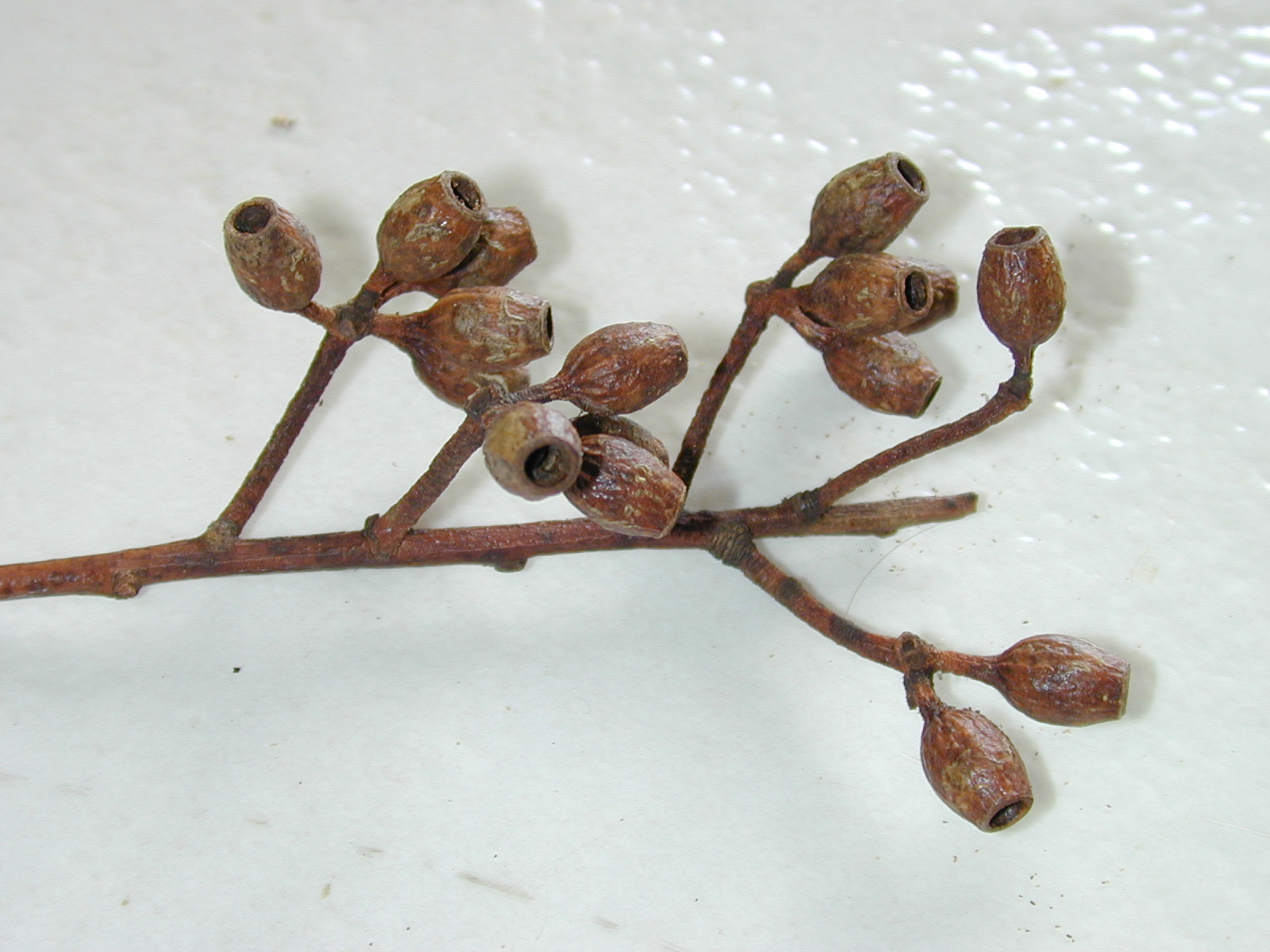
Fruits

Eucalyptus cladocalyx és un eucaliptus d'Austràlia Meridional. Naturalment es troba a tres poblacions separades: a la Carena de Flinders, Península d'Eyre i a l'Illa Kangaroo.

## Descripció
Els eucaliptus d'aquesta espècie de la Carena de Flinders arriben als 35 m d'alçada i tenen el clàssic "hàbit d'eucaliptus": amb un tronc recte i branques inclinades creixent des de la meitat superior. Cada branca principal acaba amb la seva pròpia petita copa. Aquests són comunament cultivats com a tallavents i per a fusta. No obstant això, els arbres de la Península d'Eyre i l'Illa Kangaroo són molt més curts i sovint tenen troncs corbats.
E. cladocalyx no té parents propers dins del gènere Eucalyptus. És notable per la seva escorça clapejada de groc a taronja, fulles molt discoloroses i inflorescències agrupades en ramells sense fulles dins de la copa.
La vella escorça és llisa i grisa, i cau a trossos irregulars per exposar la fresca escorça cafè-groguenca. Les flors són blanc-cremoses. Les càpsules tenen des de forma de barrilet a urna.

## Taxonomia
Eucalyptus cladocalyx va ser descrita per Ferdinand von Mueller i publicada a Linnaea 25(4): 388–389. 1852[1853].

### Etimologia
- Eucalyptus: prové del grec kaliptos, "cobert", i el prefix eu-, "bé", en referència a l'estructura llenyosa que cobreix i dona protecció a les seves flors.[2]
- cladocalyx: epítet llatí.

### Sinonímia
- Eucalyptus langii Maiden & Blakely[3]